# 貝茲希諾韋
48°55′8″N 39°0′38″E / 48.91889°N 39.01056°E

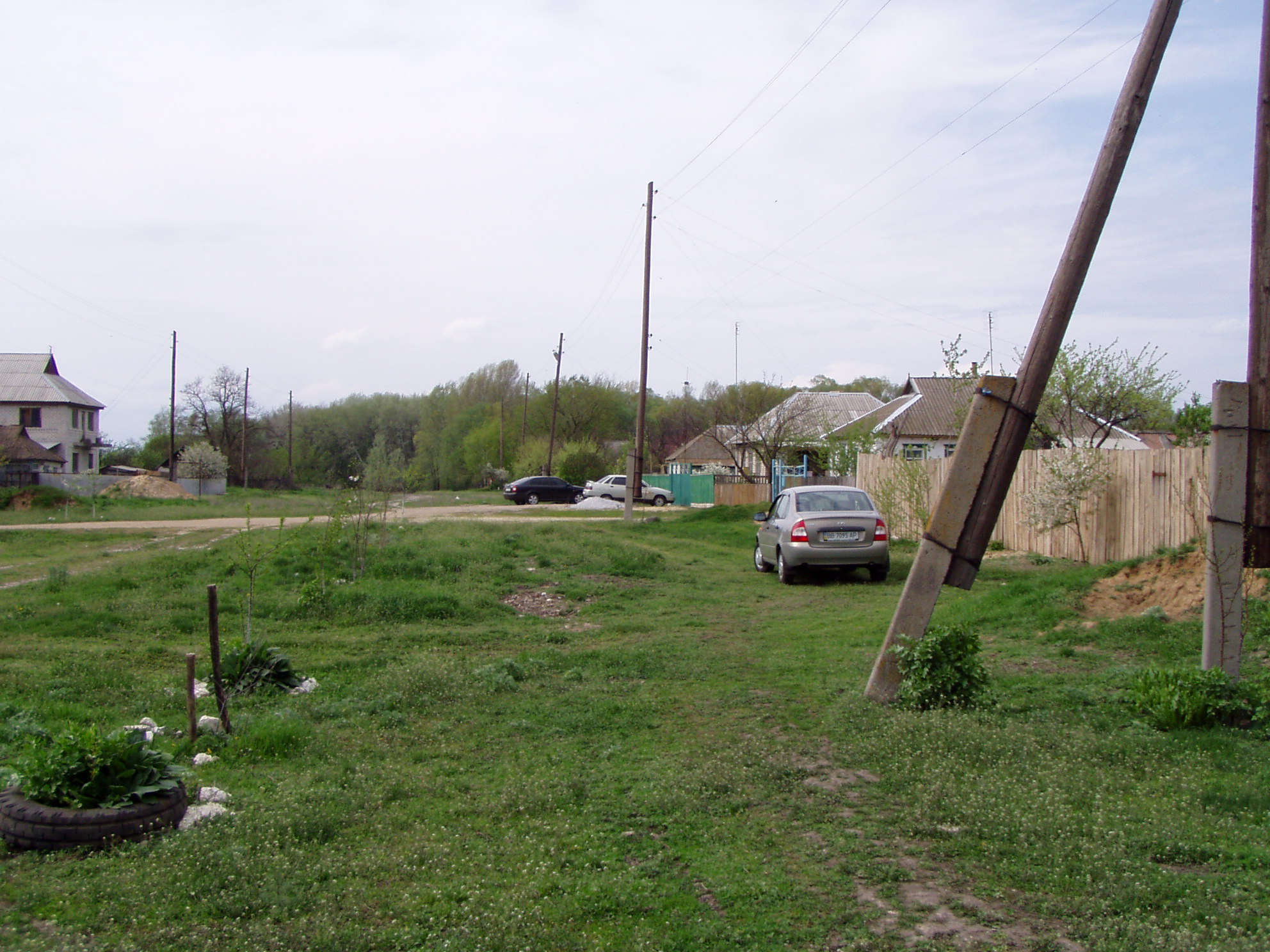
村景

贝茲希諾韋（羅馬化：Bezhynove）是位於烏克蘭東部的村莊，由盧甘斯克州夏斯佳區的新艾達爾市鎮負責管轄。該村始建於1852年，面積1.61平方公里，海拔高度95米，2001年人口201，人口密度每平方公里124.8人。